# 50 kilometer gång för herrar i friidrott vid olympiska sommarspelen 1984
50 kilometer gång för herrar vid olympiska sommarspelen 1984 i Los Angeles avgjordes 11 augusti. 

## Medaljörer
| Gren              | Guld                   | Guld    | Silver                  | Silver  | Brons                     | Brons   |
| 50 kilometer gång | Raúl González · Mexiko | 3:47.26 | Bo Gustafsson · Sverige | 3:53.19 | Sandro Bellucci · Italien | 3:53.45 |

## Slutliga resultat
| Placering              | Gångare                   | Tid     | Noteringar |
| ---------------------- | ------------------------- | ------- | ---------- |
| 1                      | Raúl González (MEX)       | 3:47.26 |            |
| 2                      | Bo Gustafsson (SWE)       | 3:53.19 |            |
| 3                      | Sandro Bellucci (ITA)     | 3:53.45 |            |
| 4                      | Reima Salonen (FIN)       | 3:58.30 |            |
| 5                      | Raffaello Ducceschi (ITA) | 3:59.26 |            |
| 6                      | Carl Schueler (USA)       | 3:59.46 |            |
| 7                      | Jordi Llopart (ESP)       | 4:03.09 |            |
| 8                      | José Pinto (POR)          | 4:04.42 |            |
| 9                      | Manuel Alcalde (ESP)      | 4:05.47 |            |
| 10                     | Ernesto Canto (MEX)       | 4:07.59 |            |
| 11                     | Michael Harvey (AUS)      | 4:09.18 |            |
| 12                     | Dominique Guebey (FRA)    | 4:13.34 |            |
| 13                     | Lars Ove Moen (NOR)       | 4:15.12 |            |
| 14                     | Vince O'Sullivan (USA)    | 4:22.51 |            |
| 15                     | Zhang Fuxin (CHN)         | 4:23.39 |            |
| 16                     | Chris Maddocks (GBR)      | 4:26.33 |            |
| 17                     | José Víctor Alonzo (GUA)  | 4:36.35 |            |
| Fullföljde inte (DNF)  |                           |         |            |
| —                      | Andrew Jachno (AUS)       | DNF     |            |
| —                      | Gérard Lelièvre (FRA)     | DNF     |            |
| —                      | Guillaume LeBlanc (CAN)   | DNF     |            |
| —                      | Querubín Moreno (COL)     | DNF     |            |
| —                      | Marcel Jobin (CAN)        | DNF     |            |
| —                      | Marco Evoniuk (USA)       | DNF     |            |
| —                      | Maurizio Damilano (ITA)   | DNF     |            |
| —                      | Osvaldo Morejón (BOL)     | DNF     |            |
| —                      | Willi Sawall (AUS)        | DNF     |            |
| Diskvalificerade (DSQ) |                           |         |            |
| —                      | Bengt Simonsen (SWE)      | DSQ     |            |
| —                      | Erling Andersen (NOR)     | DSQ     |            |
| —                      | François Lapointe (CAN)   | DSQ     |            |
| —                      | Martín Bermúdez (MEX)     | DSQ     |            |
| —                      | Roland Nilsson (SWE)      | DSQ     |            |